# FitGirl Repacks
FitGirl Repacks é um site que distribui jogos eletrônicos pirateados, administrado por uma usuária anônima conhecida como "Fitgirl". O FitGirl Repacks é conhecido por "reempacotar" jogos — compactando-os significativamente para que possam ser baixados e compartilhados com mais eficiência. O website TorrentFreak listou o FitGirl Repacks em sexto lugar em 2021 e em nono nas listas dos 10 sites de torrent mais populares de 2020.
O FitGirl Repacks não crackeia jogos, em vez disso, usa instaladores de jogos existentes ou arquivos de jogos piratas, como lançamentos da Warez scene e os "reempacota" para um tamanho de download significativamente menor. Os jogos reempacotados, geralmente limitados ao Microsoft Windows, são distribuídos usando serviços de hospedagem de arquivos e BitTorrent. Instruções de download e informações para novos lançamentos são postadas no site do blog do FitGirl Repacks e em três diretórios de torrent: 1337x, RuTor e Tapochek. A FitGirl Repacks está sediada na Letônia.

## História
Em 2012, Fitgirl começaram a compactar arquivos de jogos para uso pessoal e lançou o repack de Geometry Wars 3: Dimensions pela primeira vez em trackers russos.